# Daniel Sheehan
Daniel P. Sheehan, född 1945 i Glens Falls, New York, är en amerikansk advokat, föreläsare och utbildare. Som advokat har han arbetat med en rad stora fall under flera årtionden, bland annat Pentagon Papers, Watergate Break-In, Iran-Contras-affären samt Silkwood. Han har grundat Christic Institute och Romero institute. Dessutom har han gjort sig känd genom att offentligt tala om UFO:n och rymdvarelser/Alians.